# Raad van de Duitstalige Gemeenschap (samenstelling 1986-1990)
Dit is de samenstelling van de Raad van de Duitstalige Gemeenschap voor de legislatuurperiode 1986-1990.
De Raad van de Duitstalige Gemeenschap telt 25 rechtstreeks gekozen leden. Bovendien zijn er ook leden met raadgevende stem: zij mogen vergaderingen bijwonen, maar mogen niet deelnemen aan stemmingen of initiatieven nemen. Dit is een onbepaald aantal en kan dus per legislatuur variëren. Deze leden met raadgevende stem zijn de Duitstalige provincieraadsleden van de provincie Luik en Duitstalige leden van de Kamer en de Senaat.
Deze legislatuur volgde uit de Duitstalige Gemeenschapsraadverkiezingen van 26 oktober 1986 en ging van start op 11 november 1986. De legislatuur liep ten einde op 1 oktober 1990.
Tijdens deze legislatuur was de regering-Maraite I in functie, die steunde op een meerderheid van CSP en PFF. De oppositiepartijen zijn dus SP, PDB, SEP en Ecolo.

## Samenstelling
| Fractie | Fractie | Zetels |
| ------- | ------- | ------ |
|         | CSP     | 10     |
|         | PDB     | 5      |
|         | PFF     | 5      |
|         | SP      | 3      |
|         | Ecolo   | 1      |
|         | SEP     | 1      |

## Lijst van de parlementsleden
| Volksvertegenwoordiger   | Partij | Opmerkingen |
| ------------------------ | ------ | --- |
| Kurt Ortmann             | CSP    | Parlementsvoorzitter en voorzitter van de commissie Algemene Politiek, Petities, Financiën en Samenwerking. |
| Albert Gehlen            | CSP    | Voorzitter van de CSP-fractie. |
| Jakob Pons               | CSP    | |
| Werner Hilgers           | CSP    | Secretaris en voorzitter van de commissie Volksgezondheid, Familie en Sociale Aangelegenheden. |
| Hubert Cremer            | CSP    | Ondervoorzitter en voorzitter van de commissie Cultuur, Jeugd en Volwassenenonderwijs. |
| Rolf Kammler             | CSP    | |
| Heinz Keutgen            | CSP    | Vervangt vanaf 19 september 1989 Emil Mertes, die voltijds burgemeester van Amel wordt. |
| Erwin Franzen            | CSP    | |
| Joseph Maraite           | CSP    | |
| Mathieu Grosch           | CSP    | |
| Norbert Scholzen         | PDB    | Ondervoorzitter. |
| Gerhard Palm             | PDB    | Voorzitter van de PDB-fractie en voorzitter van de commissie Sport, Toerisme, Cultureel Erfgoed en Infrastructuur. |
| Lorenz Paasch            | PDB    | |
| Alfred Kolvenbach        | PDB    | |
| Walter Reuter            | PDB    | |
| Bernd Gentges            | PFF    | Voorzitter van de PFF-fractie en voorzitter van de commissie Media. Ondervoorzitter tot 11 mei 1987. |
| Guy Uerlings             | PFF    | Vervangt vanaf 15 december 1986 Alfred Evers, die voltijds lid van de Belgische Senaat wordt. |
| Willy Lamberty           | PFF    | Vervangt vanaf 27 april 1987 Félicien Dejozé, die voltijds provincieraadslid van Luik wordt. Lamberty was ondervoorzitter vanaf 11 mei 1987.                                                                                                   |
| Marie-Hélène Düsseldorff | PFF    | |
| Bruno Fagnoul            | PFF    | |
| Willy Velz               | SP     | Vervangt vanaf 20 februari 1989 Marcel Lejoly, die arrondissementscommissaris van Eupen-Sankt-Vith wordt. Lejoly was secretaris tot 20 februari 1989.                                                                                          |
| Karl-Heinz Lambertz      | SP     | Voorzitter van de SP-fractie en voorzitter van de commissie Onderwijs, Opleiding en Taal. |
| Joseph Barth             | SP     | Vervangt vanaf 20 september 1988 de overleden Walter Mölter. Mölter zelf verving van 15 september 1987 tot 19 september 1988 Bernard Eicher, die voltijds lid van de Belgische Senaat werd. Joseph Barth is secretaris vanaf 20 februari 1989. |
| Paul-Joseph Benker       | Ecolo  | |
| Josef Schumacher         | SEP    | |

## Leden met raadgevende stem
| Naam                   | Partij | Opmerkingen |
| ---------------------- | ------ | --- |
| Clément Bonnecompagnie | SP     | Provincieraadslid van Luik. |
| Josef Dries            | PDB    | Provincieraadslid van Luik. |
| Jean-Robert Collas     | PFF    | Provincieraadslid van Luik. |
| Johann Haas            | CSP    | Provincieraadslid van Luik. |
| Félicien Dejozé        | PFF    | Provincieraadslid van Luik. Zetelt vanaf 27 april 1987. Eerder was Dejozé van 11 november 1986 tot 27 april 1987 rechtstreeks gekozen lid van het Parlement van de Duitstalige Gemeenschap.          |
| Uwe Kriescher          | CSP    | Provincieraadslid van Luik. Vervangt vanaf 21 december 1987 Alfred Minke. Minke zetelde van 15 september tot 21 december 1987.                                                                       |
| Bernard Eicher         | SP     | Lid van de Belgische Senaat. Zetelt vanaf 15 september 1987. Eerder was Eicher van 11 november 1986 tot 15 september 1987 rechtstreeks gekozen lid van het Parlement van de Duitstalige Gemeenschap. |
| Alfred Evers           | PFF    | Lid van de Belgische Senaat. Zetelt vanaf 15 december 1986. Eerder was Evers van 11 november tot 15 december 1986 rechtstreeks gekozen lid van het Parlement van de Duitstalige Gemeenschap.         |